# Paardensport op de Olympische Zomerspelen 1936
Paardensport is een van de sporten die beoefend werden tijdens de Olympische Zomerspelen 1936 in Berlijn.

## dressuur

### individueel
| rang   | sporter            | paard      | land | pl. | score  |
| ------ | ------------------ | ---------- | ---- | --- | ------ |
| Goud   | Heinz Pollay       | Kronos     | GER  | 15  | 1760.0 |
| Zilver | Friedrich Gerhard  | Absinth    | GER  | 18  | 1745.5 |
| Brons  | Alois Podhajsky    | Nero       | AUT  | 19  | 1721.5 |
| 4      | Gregor Adlercreutz | Teresina   | SWE  | 26  | 1675.0 |
| 5      | André Jousseaume   | Favorite   | FRA  | 26  | 1642.5 |
| 6      | Gérard de Ballore  | Debaucheur | FRA  | 29  | 1634.0 |
| 7      | Peder Jensen       | His Ex     | DEN  | 39  | 1596.0 |
| 8      | Pierre Versteegh   | Ad Astra   | NED  | 44  | 1579.0 |
| 8      | Daniel Gillois     | Nicolas    | FRA  | 44  | 1569.5 |

Volgorde van de uitslag aan de hand van plaatsingscijfers (pl.), bij gelijk aantal plaatsingspunten was het aantal gehaalde punten bepalend voor de klassering. Ondanks een verschil in het gehaalde aantal punten zijn volgens het officiële rapport Versteegh en Gillois beide als achtste geëindigd.

### team
| rang   | sporter                                                        | paard                       | land | score                | totaal |
| ------ | -------------------------------------------------------------- | --------------------------- | ---- | -------------------- | ------ |
| Goud   | Heinz Pollay Friedrich Gerhard Hermann von Oppeln-Bronikowski  | Kronos Absinth Gimpel       | GER  | 1760.0 1745.5 1568.5 | 5074.0 |
| Zilver | André Jousseaume Gérard de Ballore Daniel Gillois              | Favorite Debaucheur Nicolas | FRA  | 1642.5 1634.0 1569.5 | 4846.0 |
| Brons  | Gregor Adlercreutz Sven Colliander Folke Sandström             | Teresina Kal Pergola        | SWE  | 1675.0 1530.5 1455.0 | 4660.5 |
| 4      | Alois Podhajsky Albert Dolleschall Arthur von Pongracz         | Nero Infant Georgine        | AUT  | 1721.5 1476.0 1430.0 | 4627.5 |
| 5      | Pierre Versteegh Gerard le Heux Daniël Adolf Camerling Helmolt | Ad Astra Zonnetje Wodan     | NED  | 1579.0 1422.0 1381.0 | 4382.0 |
| 6      | Gusztáv von Pados László von Magasházy Pál Kerméry             | Ficsur Tücsök Csintalan     | HUN  | 1424.0 1415.5 1250.5 | 4090.0 |
| 7      | Arthur Quist Eugene Johansen Bjorn Bjornseth                   | Jaspis Sorte Mand Invictus  | NOR  | 1438.0 1388.0 1224.5 | 4050.5 |
| 8      | František Jandl Matěj Pechmann Otto Schöniger                  | Nestor Ideal Hellos         | TCH  | 1453.0 1319.0 1254.0 | 4026.0 |

## eventing

### individueel
| rang   | sporter                | paard      | land | score  |
| ------ | ---------------------- | ---------- | ---- | ------ |
| Goud   | Ludwig Stubbendorf     | Nurmi      | GER  | 37.70  |
| Zilver | Earl Thomson           | Jenny Camp | USA  | 99.90  |
| Brons  | Hans Mathiesen Lunding | Jason      | DEN  | 102.20 |
| 4      | Vincens Grandjean      | Grey Friar | DEN  | 104.90 |
| 5      | Ágoston Endrődy        | Pandur     | HUN  | 105.70 |
| 6      | Rudolf Lippert         | Fasan      | GER  | 111.60 |
| 7      | Alec Scott             | Bob Clive  | GBR  | 117.30 |
| 8      | Mario Mylius           | Saphir     | SUI  | 145.00 |

### team
| rang   | sporter                                                          | paard                            | land | score                  | totaal   |
| ------ | ---------------------------------------------------------------- | -------------------------------- | ---- | ---------------------- | -------- |
| Goud   | Ludwig Stubbendorf Rudolf Lippert Konrad Freiherr von Wangenheim | Nurmi Fasan Kurfürst             | GER  | 37.70 111.60 527.35    | 676.65   |
| Zilver | Henryk Leliwa-Roycewicz Zdzisław Kawecki Seweryn Kulesza         | Arlekin III Bambino Tóska        | POL  | 253.00 300.70 438.00   | 991.70   |
| Brons  | Alec Scott Edward Howard-Vyse Richard Fanshawe                   | Bob Clive Blue Steel Bowie Knife | GBR  | 117.30 324.00 8754.20  | 9195.50  |
| 4      | Václav Procházka Josef Dobeš Otomar Bureš                        | Harlekýn Leskov Mirko            | TCH  | 324.30 497.70 18130.70 | 18952.70 |

Er namen in totaal 14 teams deel, slechts vier teams wisten met drie ruiters de wedstrijd te voltooien.

## springconcours

### individueel
| rang   | sporter                         | paard     | land | score |
| ------ | ------------------------------- | --------- | ---- | ----- |
| Goud   | Kurt Hasse                      | Tora      | GER  | 4.00  |
| Zilver | Henri Rang                      | Delfis    | ROU  | 4.00  |
| Brons  | József Platthy                  | Sellő     | HUN  | 8.00  |
| 4      | Georges Ganshof van der Meersch | Ibrahim   | BEL  | 8.00  |
| 5      | Carl Raguse                     | Dakota    | USA  | 8.00  |
| 6      | José Beltrão                    | Biscuit   | POR  | 12.00 |
| 6      | Xavier Bizard                   | Bagatelle | FRA  | 12.00 |
| 6      | Johan Greter                    | Ernica    | NED  | 12.00 |
| 6      | Maurice Gudin de Vallerin       | Ecuyère   | FRA  | 12.00 |
| 6      | Cevat Kula                      | Sapkin    | TUR  | 12.00 |

### team
| rang   | sporter                                                 | paard                        | land | score             | totaal |
| ------ | ------------------------------------------------------- | ---------------------------- | ---- | ----------------- | ------ |
| Goud   | Kurt Hasse Marten von Barnekow Heinz Brandt             | Tora Nordland Alchimist      | GER  | 4.00 20.00        | 44.00  |
| Zilver | Johan Greter Jan de Bruine Henri van Schaik             | Ernica Trixie Santa Bell     | NED  | 12.00 15.00 24.50 | 51.50  |
| Brons  | José Beltrão Domingos de Sousa Luís Mena e Silva        | Biscuit Merle Blanc Fossette | POR  | 12.00 20.00 24.00 | 56.00  |
| 4      | Carl Raguse William Bradford Cornelius Jadwin           | Dakota Don Ugly              | USA  | 8.00 27.00 37.50  | 72.50  |
| 5      | Arnold Mettler Jürg Fehr Max Iklé                       | Durmitor Corona Exilé        | SUI  | 15.00 29.00 30.50 | 74.50  |
| 6      | Manabu Iwahashi Takeichi Nishi Hirotsugu Inanami        | Falaise Uranus Asafuji       | JPN  | 15.25 20.75 39.00 | 75.00  |
| 7      | Xavier Bizard Maurice Gudin de Vallerin Jean de Tilière | Bagatelle Ecuyère Adriano    | FRA  | 12.00 51.25       | 75.25  |

Er namen in totaal 18 teams deel, daarvan wisten 7 teams met drie ruiters de wedstrijd te voltooien.

## Medaillespiegel
| rang   | land             | goud | zilver | brons | totaal |
| ------ | ---------------- | ---- | ------ | ----- | ------ |
| 1      | Duitsland        | 6    | 1      | 0     | 7      |
| 2      | Frankrijk        | 0    | 1      | 0     | 1      |
| 2      | Nederland        | 0    | 1      | 0     | 1      |
| 2      | Polen            | 0    | 1      | 0     | 1      |
| 2      | Roemenië         | 0    | 1      | 0     | 1      |
| 2      | Verenigde Staten | 0    | 1      | 0     | 1      |
| 7      | Denemarken       | 0    | 0      | 1     | 1      |
| 7      | Hongarije        | 0    | 0      | 1     | 1      |
| 7      | Oostenrijk       | 0    | 0      | 1     | 1      |
| 7      | Portugal         | 0    | 0      | 1     | 1      |
| 7      | Groot-Brittannië | 0    | 0      | 1     | 1      |
| 7      | Zweden           | 0    | 0      | 1     | 1      |
| totaal | totaal           | 6    | 6      | 6     | 18     |

Parijs 1900 · 
Stockholm 1912 · 
Antwerpen 1920 · 
Parijs 1924 · 
Amsterdam 1928 · 
Los Angeles 1932 · 
Berlijn 1936 · 
Londen 1948 · 
Helsinki 1952 · 
Melbourne 1956 · 
Rome 1960 · 
Tokio 1964 · 
Mexico-stad 1968 · 
München 1972 · 
Montréal 1976 · 
Moskou 1980 · 
Los Angeles 1984 · 
Seoel 1988 · 
Barcelona 1992 · 
Atlanta 1996 · 
Sydney 2000 · 
Athene 2004 · 
Peking 2008 · 
Londen 2012 · 
Rio de Janeiro 2016 · 
Tokio 2020 · 
Parijs 2024 · 
Los Angeles 2028
Medaillewinnaars
Atletiek · Basketbal · Boksen · Gewichtheffen · Handbal · Hockey · Honkbal (demonstratie) · Kanovaren · Kunstwedstrijden · Moderne vijfkamp · Paardensport · Polo · Roeien · Schermen · Schietsport · Schoonspringen · Turnen · Voetbal · Waterpolo · Wielersport · Worstelen · Zeilen · Zweefvliegen (demonstratie) · Zwemmen